# Don't Say Nothing
Don't Say Nothing è il secondo mixtape del rapper italiano Vacca, pubblicato il 30 gennaio 2009.

## Descrizione
Il disco è stato realizzato insieme ai Golden Bass ed è stato reso disponibile attraverso i canali Myspace dei due artisti. I 15 brani in esso contenuti sono stati missati in un unico brano in cui si alternano sulla stessa base prima Vacca e poi il rispettivo artista della canzone originale. Tutti gli artisti sono i protagonisti della scena jamaicana.

## Tracce
1. Voodoo Bandana v.a.c.c.a
2. Danno
3. New Tattoo On My Skin
4. Custom Bike
5. Faccio Quello Che Mi Pare
6. Give Me A Pussy
7. Daga Daga
8. Solo A Pagamento
9. Chatty Boy
10. Voglia Di Ballare
11. I'm So Special
12. Forever Love You
13. Sulla Pelle Mia
14. Whatever You Like
15. Dimmi Cosa Ti Manca (strumentale da "Konshens - Jah Protect I")